# Hermann Reincke-Bloch

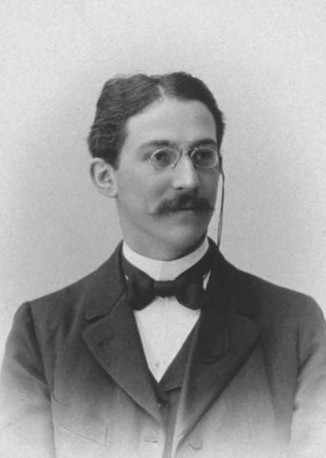
Hermann Reincke-Bloch, 1902

Carl Moritz Hermann Reincke-Bloch, bis 1914 Hermann Bloch (* 15. August 1867 als Carl Moritz Hermann Bloch in Berlin; † 1. Januar 1929 in Breslau) war ein deutscher Historiker und Politiker. Er lehrte von 1904 bis 1921 als Professor an der Universität Rostock und von 1923 bis 1929 als Professor für Mittelalterliche und Neuere Geschichte an der Universität Breslau. Sein wichtigstes Forschungsgebiet war die Geschichte der Stauferkaiser.
Als Mitglied der DVP war Reincke-Bloch von Juli 1920 bis Januar 1921 Ministerpräsident des Freistaats Mecklenburg-Schwerin (sowie zugleich dessen Außen- und Kultusminister) und von April 1921 bis Juni 1922 erneut Kultusminister.

## Leben
Hermann Bloch wurde in eine evangelische Berliner Familie geboren. Er war der Sohn Clara Blochs, geb. Bock, und des Juristen, Hof- und Verlagsbuchhändlers Adalbert Bloch. Seine Eltern waren vom Judentum zum Protestantismus konvertiert. Er hatte sechs Geschwister: Adalbert, Betty, Cläre, Marie, Walter und Willy.
Nach dem Abitur 1886 am Französischen Gymnasium in Berlin nahm Bloch ein Studium der Geschichte an den Universitäten Freiburg im Breisgau, Leipzig und Berlin auf, das er 1891 mit der von Paul Scheffer-Boichorst betreuten Promotion zum Dr. phil. beendete (Dissertation: Untersuchungen zur Geschichte Kaiser Heinrichs VI. in den Jahren 1191–1194). Neben Scheffer-Boichorst gehörte Wilhelm Arndt zu seinen wichtigsten akademischen Lehrern. Während seines Studiums wurde er 1889/90 Mitglied der Akademischen Liedertafel Berlin im Sondershäuser Verband und des Studentengesangvereins Wettina Leipzig. Von 1892 bis 1900 war er Mitarbeiter bei der Straßburger Diplomata-Abteilung der Monumenta Germaniae Historica bei Harry Bresslau.
Hermann Bloch heiratete 1893 die pommersche Pastorentochter Luise Sellentin, mit der er vier Söhne bekam. Zwei davon starben als Soldaten im Ersten Weltkrieg, einer im Zweiten Weltkrieg. Zu seinem Straßburger Freundeskreis gehörten neben dem Ehepaar Caroline und Harry Bresslau auch die Historiker Friedrich Meinecke und Walter Lenel sowie der junge Albert Schweitzer.
Nach seiner 1896 abgeschlossenen Habilitation über die sogenannten Marbacher Annalen (Annales Marbacenses) war Bloch als Privatdozent für mittlere und neuere Geschichte an der Universität Straßburg tätig. Bresslau und die Philosophische Fakultät zu Straßburg bemühten sich 1901, eine außerordentliche Professur für Elsässische Landesgeschichte für ihn zu schaffen, was jedoch – auch wegen Bresslaus Positionierung in der Affäre um die Professorenernennung Martin Spahns – von der Reichsregierung (namentlich durch den Einfluss Friedrich Althoffs) abgelehnt wurde. Stattdessen erhielt er Anfang 1902 nur ein unbesoldetes Titularextraordinariat, d. h. er durfte sich außerordentlicher Professor nennen, ohne wirklich eine entsprechende Stelle zu haben. Blochs Bewerbungen auf eine ordentliche Professur in Marburg, Königsberg, Halle oder Göttingen blieben allesamt erfolglos, wobei wiederum die Ablehnung des mächtigen Leiters des preußischen Universitätsreferats Althoff eine Rolle spielte. Einen Ruf an die Universität Utrecht lehnte Bloch 1904 hingegen ab. Die lange Wartezeit auf eine auskömmliche Stelle überstanden Bloch und seine Familie dank finanzieller Unterstützung des Reichsgerichtsrats Otto Reincke (1830–1906), eines angeheirateten Onkels seiner Ehefrau. Dieser adoptierte Bloch 1904 auch; ihm zu Ehren führte er ab 1914 den Doppelnamen Reincke-Bloch.
Zum Wintersemester 1904 wurde Bloch als ordentlicher Professor auf einen Lehrstuhl an der Universität Rostock berufen. Von 1904 bis 1920 war er Direktor des Historischen Seminars, im akademischen Jahr 1912/13 Dekan der Philosophischen Fakultät und 1914/15 Rektor. In der Zeit des Ersten Weltkriegs wurde er als Reserveoffizier 1914 Bezirksadjutant im Militärbezirkskommando Rostock, zuletzt trug er den Rang eines Hauptmanns. Zugunsten seiner politischen Aufgaben beendete er 1921 seine Lehrtätigkeit in Rostock.
Reincke-Bloch folgte 1923 dem Ruf an die Universität Breslau und wirkte dort als Ausbilder von Geschichtslehrern. In Breslau leitete er 1926 den Deutschen Historikertag, auf dem er die schwierige Aufgabe übernahm, gemeinsam mit Karl Brandi die Wiederaufnahme der internationalen Zusammenarbeit mit den Historikerkollegen der seit dem Ersten Weltkrieg verfeindeten Länder auf der Grundlage voller Gleichberechtigung zu vereinbaren. Reincke-Bloch war Vorsitzender der Internationalen Kommission für die Bibliographie der historischen Wissenschaften. Bis zu seinem Lebensende trug er Wesentliches zu dieser Bibliographie sowie zur Neubearbeitung des Bresslauschen Werkes über die Urkundenlehre bei.
Reincke-Bloch war von 1924 bis 1926 Vorsitzender des Deutschen Historikerverbandes. Ab 1924 war er Vorstandsmitglied und 1927 Zweiter Vorsitzender der Historischen Kommission für Schlesien sowie ab 1927 Vorstandsmitglied des Vereins für Geschichte Schlesiens. 1928 wurde er zum Ehrenmitglied der Historischen Kommission für beide Mecklenburg gewählt.
Ende 1928 erkrankte er an einer Lungenentzündung, der er am Neujahrstag 1929 erlag.

## Politik
Reincke-Bloch war in der Zeit des Kaiserreichs ab 1907 Mitglied der Nationalliberalen Partei und Ortsgruppenvorsitzender des Deutschen Ostmarkvereins in Rostock. Nach der Novemberrevolution 1918 trat er in die Deutsche Volkspartei (DVP) ein und übernahm deren Landesvorsitz in Mecklenburg-Schwerin. Er war Mitglied der Rostocker Bürgervertretung und wurde 1919 in die Verfassunggebende Versammlung des Freistaats Mecklenburg-Schwerin gewählt. Nach deren Abschluss gehörte er bis 1922 dem Landtag an.
Obwohl die DVP bei der ersten Landtagswahl im Juni 1920 nur drittstärkste Kraft geworden war, wurde Reincke-Bloch am 28. Juli 1920 mit den Stimmen der bürgerlichen Parteien (DNVP, DVP, Mecklenburgischer Dorfbund, DDP) zum Ministerpräsidenten des Freistaates Mecklenburg-Schwerin gewählt. In seiner Minderheitsregierung waren Mitglieder der DVP und der DNVP vertreten. Verhandlungen mit der stärksten Partei im Landtag, der Mehrheits-SPD, waren zuvor gescheitert. Zusätzlich zum Amt des Regierungschefs leitete er in dieser Zeit auch das Außen- und das Kultusministerium, außerdem war er Bevollmächtigter seines Landes beim Reichsrat.
Wegen eines Misstrauensvotums gegen den Justizminister Walter Schmidt aus Anlass einer Justizaffäre infolge des Kapp-Lüttwitz-Putsches trat am 12. Januar 1921 die Regierung Reincke-Blochs geschlossen zurück. Johannes Stelling von der SPD wurde zu seinem Nachfolger gewählt, da dessen Regierung aber auch nicht über eine Mehrheit verfügte, löste sich der Landtag selbst auf. Aus der vorgezogenen Landtagswahl im März 1921 gingen sowohl SPD als auch DVP gestärkt hervor. Während diese beiden Parteien auf Reichsebene noch Gegner waren, gingen sie im Land Mecklenburg-Schwerin eine „große Koalition“ ein (mit der liberalen DDP und dem Mecklenburgischen Dorfbund als weiteren Partnern). Im zweiten Kabinett Stelling übernahm Reincke-Bloch vom 12. April 1921 bis zum 15. Juni 1922 die Leitung des Staatsministeriums für Unterricht, Kunst, geistliche und Medizinalangelegenheiten. Nach dem Ausscheiden der DVP aus der Koalition trat er von diesem Amt zurück.
Von 1922 bis 1924 war Reincke-Bloch stellvertretendes Mitglied des nach dem Republikschutzgesetz gebildeten Staatsgerichtshofes zum Schutze der Republik, der seinen Sitz beim Reichsgericht in Leipzig hatte. Nach seinem Umzug nach Breslau war er ab 1923 Vorsitzender der DVP in Schlesien. Als sich die Deutsche Volkspartei immer weiter deutschnationalen Positionen annäherte, wurde seine Stellung unhaltbar; die eigene Partei versagte ihm die Unterstützung, so dass er sich aus der Politik zurückzog.

## Schriften (Auswahl)
- Untersuchungen zur Geschichte Kaiser Heinrichs VI. in den Jahren 1191–1194. Phil. Diss. Berlin 1891.
- (Bearb.): Annales Marbacenses qui dicuntur (Cronica Hohenburgensis cum continuatione et additamentis Neoburgensibus). Hahn, Hannover 1907.
- Regesten der Bischöfe von Straßburg. Band 1,1: Die elsässischen Annalen der Stauferzeit. Eine quellenkritische Einleitung. Wagner, Innsbruck 1908.
- Die staufischen Kaiserwahlen und die Entstehung des Kurfürstentums. Forschungen. Teubner, Leipzig u. a. 1911.
- Der Freibrief Friedrichs I. für Lübeck und der Ursprung der Ratsverfassung in Deutschland. In: Zeitschrift des Vereins für Lübeckische Geschichte und Altertumskunde. Band 16, 1914, ISSN 0083-5609, S. 1–43 (auch Sonderabdruck).